# Metroid Prime Hunters
Metroid Prime Hunters is een computerspel voor de Nintendo DS dat onderdeel uitmaakt van de Metroid Prime-serie. Het spel verscheen in de Verenigde Staten op 20 maart 2006, in Europa op 5 mei 2006 en in Japan op 1 juni 2006.

## Beschrijving
In tegenstelling tot de eerdere Prime-spellen bevat dit spel meer elementen van het first-person shootergenre dan die van een action-adventurespel. Ook is het een van de eerste spellen in de Metroid-serie dat multiplayer ondersteunt. Metroid Prime 2: Echoes heeft ook een multiplayer-modus, maar in Metroid Prime Hunters is dit veel breder uitgewerkt. Bovendien is het een van de eerste spellen dat wifi ondersteunt.

## Trivia
- In de maanden net nadat de Nintendo DS uitkwam werd er een demo van dit spel, getiteld Metroid Prime Hunters: First Hunt, gebundeld met elke DS.